# كريم نجر
كريم نجر رمزها «KA» (بالإنجليزية: Karimnagar)‏ ، هو تقسيم إداري لدولة الهند تتبع ولاية أندرا برديش (بالإنجليزية: Andhra  Pradesh)‏ ، مركزها هو مدينة كريم نجر
(بالإنجليزية: Karimnagar)‏ عدد سكانها حسب تعداد سنة 2001 هو 3,477,079 ، مساحتها 11,823 كم² وكثافة السكان 294 لكل كم² .

## المناخ
يظهر الجدول التالي التغييرات المناخية على مدار السنة لكريم نجر:
| البيانات المناخية لـكريم نجر      | البيانات المناخية لـكريم نجر | البيانات المناخية لـكريم نجر | البيانات المناخية لـكريم نجر | البيانات المناخية لـكريم نجر | البيانات المناخية لـكريم نجر | البيانات المناخية لـكريم نجر | البيانات المناخية لـكريم نجر | البيانات المناخية لـكريم نجر | البيانات المناخية لـكريم نجر | البيانات المناخية لـكريم نجر | البيانات المناخية لـكريم نجر | البيانات المناخية لـكريم نجر | البيانات المناخية لـكريم نجر |
| الشهر                             | يناير                        | فبراير                       | مارس                         | أبريل                        | مايو                         | يونيو                        | يوليو                        | أغسطس                        | سبتمبر                       | أكتوبر                       | نوفمبر                       | ديسمبر                       | المعدل السنوي                |
| --------------------------------- | ---------------------------- | ---------------------------- | ---------------------------- | ---------------------------- | ---------------------------- | ---------------------------- | ---------------------------- | ---------------------------- | ---------------------------- | ---------------------------- | ---------------------------- | ---------------------------- | ---------------------------- |
| متوسط درجة الحرارة الكبرى °م (°ف) | 31 (88)                      | 33 (91)                      | 37 (99)                      | 40 (104)                     | 42 (108)                     | 37 (99)                      | 33 (91)                      | 32 (90)                      | 33 (91)                      | 33 (91)                      | 32 (90)                      | 30 (86)                      | 34 (94)                      |
| متوسط درجة الحرارة الصغرى °م (°ف) | 16 (61)                      | 19 (66)                      | 22 (72)                      | 26 (79)                      | 28 (82)                      | 27 (81)                      | 25 (77)                      | 24 (75)                      | 24 (75)                      | 22 (72)                      | 18 (64)                      | 15 (59)                      | 22 (72)                      |
| الهطول مم (إنش)                   | 32 (1.3)                     | 8 (0.3)                      | 43 (1.7)                     | 17 (0.7)                     | 41 (1.6)                     | 162 (6.4)                    | 204 (8.0)                    | 126 (5.0)                    | 133 (5.2)                    | 75 (3.0)                     | 48 (1.9)                     | 18 (0.7)                     | 907 (35.8)                   |
| المصدر: Sunmap                    |                              |                              |                              |                              |                              |                              |                              |                              |                              |                              |                              |                              |                              |

## أعلام
- هاريش شانكار